# Edmund Blunden
Edmund Charles Blunden, CBE, MC (1 november 1896 – 20 januari 1974) was een Engelse poëet, auteur en criticus. Net zoals zijn vriend, Siegfried Sassoon, beschreef hij zijn ervaringen in de Eerste Wereldoorlog zowel in versvorm als in proza. Gedurende het grootste deel van zijn carrière was hij tevens literair criticus voor Engelse literatuur en een academicus te Tokio en nadien Hongkong. Hij beëindigde zijn loopbaan als professor poëzie aan de The Queen's College van de Universiteit van Oxford. Hij werd zesmaal voor de Nobelprijs voor literatuur voorgedragen.

## Eerste levensjaren
Blunden werd te Londen geboren als de oudste van negen kinderen van Charles Edmund Blunden (1871–1951) en zijn echtgenote, Georgina Margaret geboren Tyler. Beiden waren co-directeur van de Yalding school. Blunden liep school aan het Christ's Hospital en de Universiteit van Oxford.

## Eerste Wereldoorlog
In Augustus 1915, gedurende de Eerste Wereldoorlog (1914–1918), werd Blunden als officier met de rang van tweede luitenant naar het Royal Sussex Regiment van het Britse Leger gezonden. In mei 1916 werd hij geplaatst in het 11th (Service) Battalion (1st South Down, Royal Sussex Regiment. Dit was een onderdeel van Kitchener's Army gevormd uit de 116th Brigade van de 39th Division, twee maand na hun aankomst in Frankrijk. Hij diende met dit bataljon op het Westfront tot aan het einde van de oorlog en nam deel aan acties in de Ieperboog en aan de Somme, in 1917 gevolgd door de Slag bij Passendale. Hij ontving het Military Cross (MC) als gevolg hiervan. Blunden diende twee jaar als junior infantry officer zonder fysiek gewond te raken (ondanks een gasaanval in oktober 1917), wat ongewoon was in de loop van de oorlog. Toch hield hij voor de rest van zijn leven aan de oorlog mentale littekens over aan zijn ervaringen. Met zijn karakteristieke zelfspot weet hij zijn overleven aan zijn kleine gestalte, die hem een "onopgemerkt target" maakte. Zijn eigen verslag van zijn frequente traumatische ervaring schreef hij neer en publiceerde hij in 1928 in Undertones of War.

## Universiteit
Blunden verliet het leger in 1919 en nam een beurs op te Oxford die hij had gewonnen toen hij nog op school zat. Tijdens dezelfde literaire opleiding ontmoette hij Robert Graves, en de twee bleven nauwe vrienden tijdens de rest van hun tijd te Oxford. Blunden vond de universiteit echter onvoldoende bevredigend en verliet deze in 1920 om zijn literaire carrière uit te bouwen. In het begin was hij hierbij de assistent van Middleton Murry bij het tijdschrift de Athenaeum.

## Schrijver
Een van zijn vroegste supporters was Siegfried Sassoon, die een levenslange vriend werd. In 1920, publiceerde Blunden een poëziebundel, The Waggoner, en met Alan Porter gaf hij de gedichten van John Clare uit (grotendeels gebaseerd op Clares manuscript).
Blundens volgende poëziebundel,  The Shepherd, gepubliceerd in 1922, won de  Hawthornden Prize. Hoewel zeer goed ontvangen, kon Blunden niet van zijn poëzie leven. In 1924 accepteerde hij daarom een benoeming als Professor Engelse Literatuur aan de Universiteit of Tokyo. Hij keerde in 1927 terug naar Engeland waar hij gedurende een jaar literair uitgever van de Nation was. In 1927 publiceerde hij een kort boek, On the Poems of Henry Vaughan, Characteristics and Intimations, with his principal Latin poems carefully translated into English verse (Londen: H. Cobden-Sanderson, 1927), een uitgebreide en herziene versie van een essay gepubliceerd in november 1926 in de London Mercury.
Blunden keerde in 1931 terug naar Oxford als Fellow of  Merton College, alwaar hij hoog in aanzien stond als tutor. Tijdens zijn jaren te Oxford publiceerde Blunden aan een hoog ritme: verschillende poëziebundels waaronder Choice or Chance (1934) en Shells by a Stream (1944), prozawerken over Charles Lamb; Edward Gibbon; Keats' uitgever; Percy Bysshe Shelley (Shelley: A Life Story);  John Taylor; en Thomas Hardy. Tevens publiceerde hij een boek over zijn geliefde sport cricket: Cricket Country (1944). Hij werd opnieuw voltijds schrijver in 1944, toen hij assistent-uitgever werd van  The Times Literary Supplement. Als lid van een Britse diplomatiek missie keerde hij in 1947 terug naar Japan. Nadat hij teruggekeerd was naar Engeland accepteerde hij in 1953 een leerstoel Engelse Literatuur aan de Universiteit van Hongkong.

## Latere leven
Blunden ging in 1964 op rust en vestigde zich in Suffolk. In 1966 werd hij benoemd Leerstoel Poëzie te Oxford in opvolging van Graves. Hij ging akkoord zich verkiesbaar te stellen en haalde het met grote meerderheid op de andere kandidaat, Robert Lowell. Al snel vond hij de druk van publieke lezingen te groot en na twee jaar nam hij ontslag.
Blunden stierf aan een hartaanval in zijn huis te Long Melford, Suffolk, in 1974. Hij werd begraven op het kerkhof van Holy Trinity Church, Long Melford.

## Persoonlijk leven
Blunden was driemaal gehuwd. Zijn eerste huwelijk was -nog tijdens de oorlog- in 1918 met Mary Daines. Zij hadden drie kinderen, van wie er één als kind overleed. Na zijn scheiding in 1931 huwde hij in 1933 Sylva Norman, een jonge novelliste en literaire criticus. Dit huwelijk was kinderloos en eindigde in 1945. In datzelfde jaar huwde hij Claire Margaret Poynting (1918–2000), een van zijn vroegere leerlingen. Samen hadden ze vier dochters. Tijdens zijn verblijf in Japen ontmoette hij in de zomer van 1925 Aki Hayskhi, met wie hij een relatie begon. Toen Blunden in 1927 terugkeerde naar Engeland, vergezelde Aki hem en werd ze zijn secretaresse. Hun relatie wijzigde geleidelijk van een romantische verbintenis naar een platonische vriendschap die  de rest van hun leven zou duren.
Blundens liefde voor cricket vierde hij in zijn boek Cricket Country. Zijn biograaf Philip Ziegler beschreef hem hierover als fanatiek. Blunden en zijn vriend Rupert Hart-Davis.
Blunden had een bijzonder gevoeld voor humor. In Hongkong spotte  hij met taalkundige misverstanden zoals het restaurant dat "gefrituurde garnaalballen (fried prawn's balls)" aanbood of de schooljongen die schreef "in Hongkong is er een zonderling aan iedere bushalte (In Hong Kong there is a queer at every bus-stop)".
Zijn geestesgenoten-poëten eerden Blunden onder andere door poëtische tafelredes, zoals bijvoorbeeld voorviel tijdens een diner waar speciale gedichten voor hem werden voorgedragen door  Cecil Day-Lewis and William Plomer; T. S. Eliot en Walter de la Mare waren te gast en Sassoon zorgde voor de  Bourgogne.

## Prijzen en eretitels
Blundens publieke eerbewijzen zijn onder andere de C.B.E., 1951; the Queen's Gold Medal for Poetry, 1956; The Royal Society of Literature's Benson Medal; the Order of the Rising Sun, 3rd Class (Japan), 1963; en het erelidmaatschap van de Japan Academy.
Op 11 november 1985 was Blunden een van de 16 grote Oorlogsdichters die herdacht werden op de herinneringssteen in Poets' Corner in Westminster Abbey De inscritpei op de steen was van de hand van zijn collega-oorlogsdichter Wilfred Owen: "My subject is War, and the pity of War. The Poetry is in the pity."

## Werken
Blundens oeuvre was bijzonder veelzijdig en talrijk. Aan degenen die opwierpen dat hij te veel publiceerde, citeerde hij de opmerking van Walter de la Mare dat de tijd de beste uitgever van de poëet is.
Zijn poëziebundels zijn Poems 1913 and 1914 (1914); Poems Translated from the French (1914); Three Poems (1916); The Barn (1916); The Silver Bird of Herndyke Mill; Stane Street; The Gods of the World Beneath, (1916); The Harbingers (1916); Pastorals (1916); The Waggoner and Other Poems (1920); The Shepherd, and Other Poems of Peace and War (1922); Old Homes (1922); To Nature: New Poems (1923); Dead Letters (1923); Masks of Time: A New Collection of Poems Principally Meditative (1925); Japanese Garland (1928); Retreat (1928); Winter Nights: A Reminiscence (1928); Near and Far: New Poems (1929); A Summer's Fancy (1930); To Themis: Poems on Famous Trials (1931); Constantia and Francis: An Autumn Evening, (1931); Halfway House: A Miscellany of New Poems, (1932); Choice or Chance: New Poems (1934); Verses: To H. R. H. The Duke of Windsor, (1936); An Elegy and Other Poems (1937); On Several Occasions (1938); Poems, 1930–1940 (1940); Shells by a Stream (1944); After the Bombing, and Other Short Poems (1949); Eastward: A Selection of Verses Original and Translated (1950); Records of Friendship (1950); A Hong Kong House (1959); Shelley, A Life Story (1965) by Oxford University Press, met sterke bewijsvoering op pp. 278 en 290 dat  Percy Bysshe Shelley werd vermoord;  Poems on Japan (1967).
Artists Rifles, een audioboek gepubliceerd in 2004, omvat tevens de lezing Concert Party, Busseboom door Blunden zelf, opgenomen in 1964 door the British Council. Andere oorlogsdichters die te horen zijn op de cd zijn Siegfried Sassoon, Edgell Rickword, Graves, David Jones en Lawrence Binyon. Blunden kon tevens gehoord worden op  Memorial Tablet, een audioboek van lezingen door Sassoon, uitgegeven in 2003.